# هيلج شنايدر
هيلج شنايدر (بالألمانية: Helge Schneider)‏ (و. 1955 – م) هو ممثل، ومخرج سينمائي، وموسيقي، وعازف بيانو، ومؤلِّف، وعازف جاز، وممثل هزلي، وكاتب سيناريو، وعازف ساكسفون، من ألمانيا، ولد في مولهايم.

## وصلات خارجية
- هيلج شنايدر على موقع IMDb (الإنجليزية)
- هيلج شنايدر على موقع روتن توميتوز (الإنجليزية)
- هيلج شنايدر على موقع مونزينجر (الألمانية)
- هيلج شنايدر على موقع ألو سيني (الفرنسية)
- هيلج شنايدر على موقع ميوزك برينز (الإنجليزية)
- هيلج شنايدر على موقع أول موفي (الإنجليزية)
- هيلج شنايدر على موقع أول ميوزيك (الإنجليزية)
- هيلج شنايدر على موقع ديسكوغز (الإنجليزية)
- هيلج شنايدر على موقع ديسكوغز (الإنجليزية)
- هيلج شنايدر على موقع ديسكوغز (الإنجليزية)
- هيلج شنايدر على موقع ديسكوغز (الإنجليزية)